# 白島停留場
白島停留場（はくしまていりゅうじょう、白島電停）は、広島県広島市中区東白島町にある広島電鉄白島線の停留場である。駅番号はW04。
白島線の終点である。

## 歴史
白島停留場は1912年（大正元年）の白島線開通当初から路線の終点として存在する。当時の白島線は広島城の外堀を埋め立てて造成された道路上に軌道が敷かれており、その終点は中国郵政局前の交差点に置かれていた。1945年（昭和20年）8月6日には原爆投下により被災、白島線をはじめ広島電鉄の市内電車は全線が不通となった。
戦後白島線が運転を再開したのは、被爆から7年経った1952年（昭和27年）のことである。運転再開までに7年を要したのは、戦後の都市計画の中で新たな幹線道路（白島通り）が建設され、白島線の軌道をその上に移設することになったからである。このとき軌道は城北通りとの交差点まで北に100メートル延伸、当停留場も移設のうえ白島終点停留場（はくしましゅうてんていりゅうじょう）へと改称された。この停留場名については、1960年（昭和35年）に再び白島停留場へと戻されている。また1969年（昭和44年）から白島線で広島電鉄初のワンマン運転が行われることになると、交差点内に伸びていた終端部の軌道を9メートル短縮し、停留場内の配線も変更された。

### 年表
- 1912年（大正元年）11月23日：白島線が開業、同時に白島停留場を設置[2]。
- 1945年（昭和20年）8月6日：原爆投下により被災、運行不能になる[5]。
- 1952年（昭和27年）6月10日：白島通りが完成し、白島線は城北通りまで100メートル路線が延長され営業再開[1]。停留場も移設され、白島終点停留場に改称[2]。
- 1960年（昭和35年）3月30日：白島停留場に再改称[2]。
- 1969年（昭和44年）12月1日：白島線がワンマン運転を開始[1]。それに合わせて、交差点内にあった軌道を9メートル短縮し、ホームの位置を変更する[4]。。
- 1996年（平成8年）10月：駅番号「W5」を付与[6]。
- 2013年（平成25年）2月15日：一部列車の運行が八丁堀から江波まで延長される[7]。
- 2025年（令和7年）8月3日：駅番号を「W04」へ変更[8]。

## 停留場構造
白島線の軌道は道路上に敷かれた併用軌道であり、当停留場も道路上にホームが設けられている。白島線の軌道は起点から複線で北へと伸びているが、当停留場の手前で下り線が上り線へと合流し、単線となって停留場に差し掛かる。ホームは低床式で線路の西側、ちょうど下り線の延長上に置かれている。ホーム1面、そしてその片側のみに1本の線路が接するという1面1線の単式ホームは広島電鉄の他の路線の終点に比べると簡素であり、ホームには2両以上電車が停車することはできない。線路はこの先、白島交差点の横断歩道の手前で途切れている。
ホームはかつて線路の東側（停留場に到着した電車から見て右側）に置かれていたが、1969年（昭和44年）に西側（左側）へと移されている。これは同年から始まった白島線でのワンマン運転に際して、ワンマン運転時には電車の左側からしか下車ができないことを受けての措置であった。

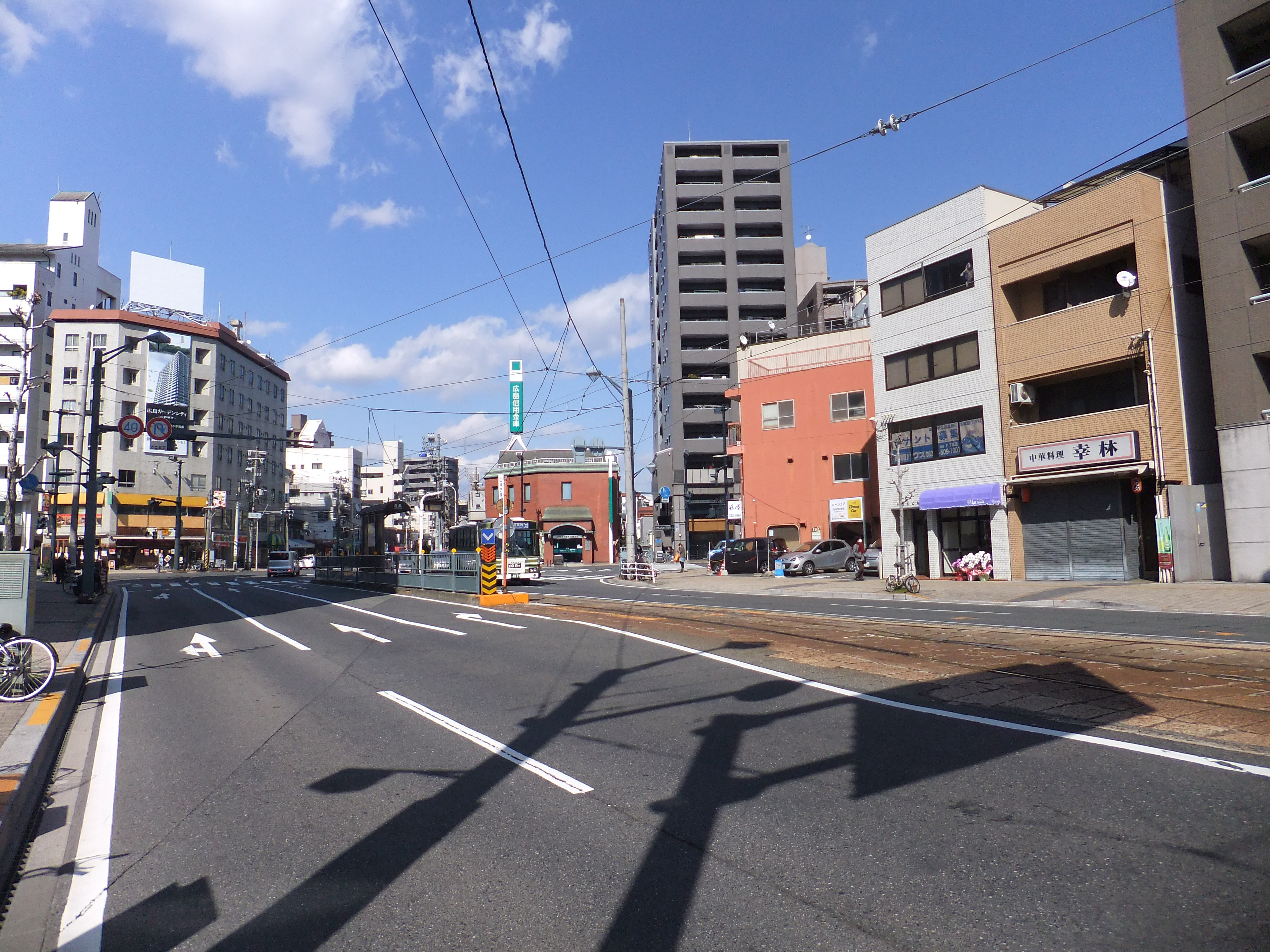
停留所全景（2013年2月。別の角度より）
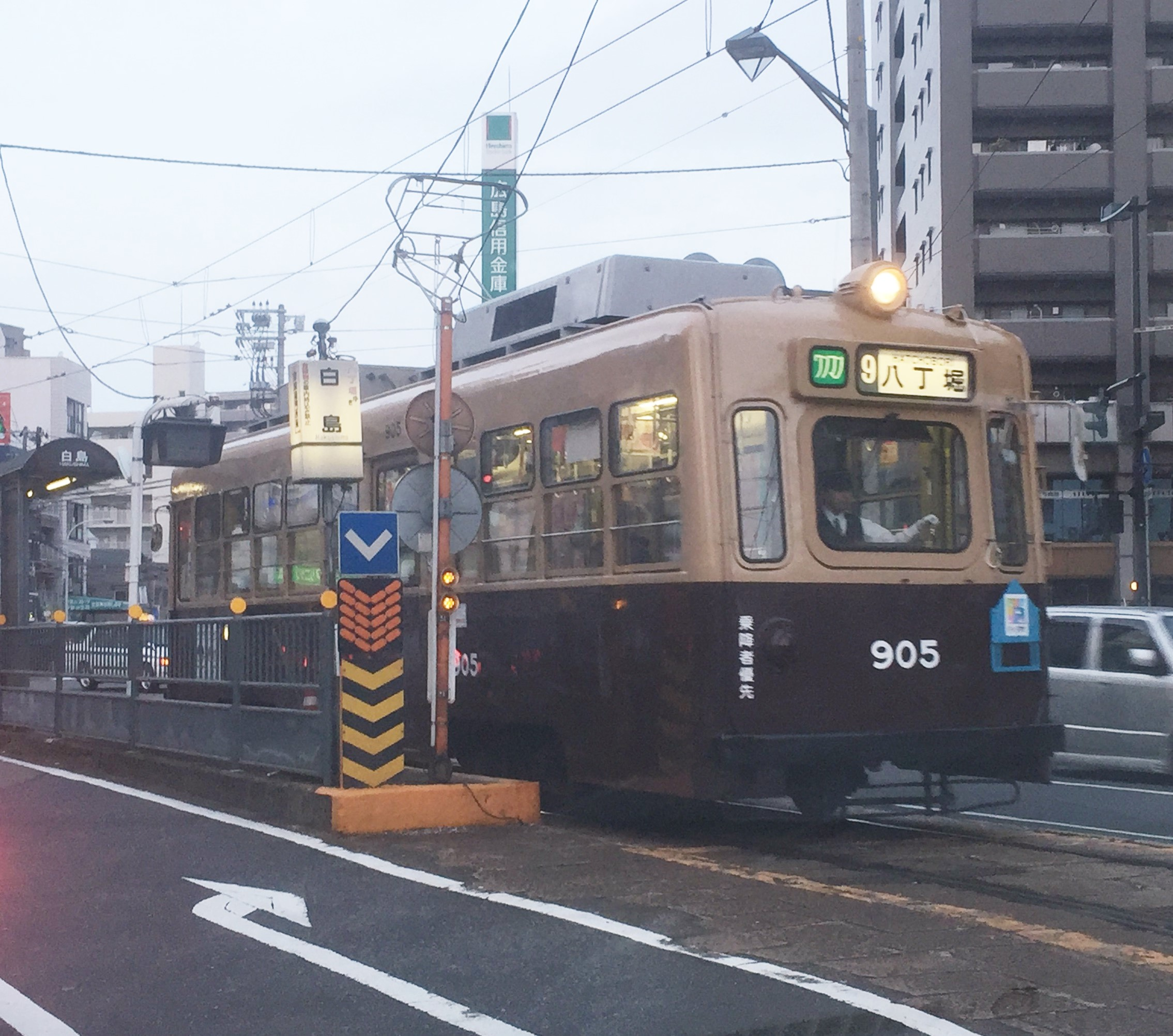
停留場を発車する車両（2016年1月）

### 運行系統
当停留場には広島電鉄で運行されている系統のうち、9号線のみが乗り入れる。9号線は従来八丁堀までの運行で、白島線内で完結していたが、2013年に八丁堀から本線へ直通するようになり、江波線の江波停留場まで運行が延長された。
|  | 9号線 | 八丁堀ゆき・江波ゆき |

## 利用状況
各年度の「移動等円滑化取組報告書（軌道停留場）」によると、近年の1日平均乗降人員は以下の通りである。
| 年度                | 1日平均 乗降人員 |
| ------------------- | ---------------- |
| 2019年（令和 元年） | 1,633            |
| 2020年（令和02年）  | 1,266            |
| 2021年（令和03年）  | 1,335            |
| 2022年（令和04年）  | 1,347            |
| 2023年（令和05年）  | 1,331            |
| 2024年（令和06年）  | 1,234            |

## 停留場周辺
白島地区の南東に位置する。南側にはオフィスビルなども点在するが、周辺はほとんど住宅街である。東側には京橋川が流れ、対岸は東区と南区の境界となる。
アストラムラインの白島駅とは1キロメートルほど離れている。当停留場からは白島駅よりも南側の城北駅もしくは新白島駅の方が近い。
- 日本郵政グループ広島ビル（旧日本郵政公社中国支社、中国郵政局）
  - 日本郵便株式会社中国支社・広島監査室・広島共通事務集約センター・広島白島郵便局
  - ゆうちょ銀行中国エリア本部・広島地域センター
  - かんぽ生命保険中国エリア本部・広島支店
  - 日本郵政株式会社中・四国ファシリティセンター
- 広島はくしま病院
  - 広島逓信病院旧外来棟被爆資料室
- 中国総合通信局
- 白島キューガーデン（NTTクレド白島ビル）
- 広島信用金庫 白島支店

### バス路線
白島通り沿いに「白島町」バス停があり、広電バスが発着している。
白島町 バス停（北行き 牛田本町方面）
- 6号線 牛田方面
- 12号線 不動院・戸坂方面

白島町 バス停（南行き 八丁堀方面）
- 6号線 市役所前・加古町・江波方面
- 12-1号線 県病院前・仁保沖町方面
- 12-4号線 旭町方面 平日の1便のみ

## 隣の停留場
広島電鉄
白島線
家庭裁判所前停留場 (W03) - 白島停留場 (W04)